# وانگ زیسای
وانگ زیسای (انگلیسی: Wang Zisai؛ زادهٔ ۱۸ ژوئن ۲۰۰۶)  ژیمناست ترامپولین اهل چین است.
وی در مسابقات کشوری و بین‌المللی در مجموع برندهٔ ۱ مدال نقره شده است.